# Funk Rave
«Funk Rave» es una canción de la cantante brasileña Anitta. Fue lanzada el 22 de junio de 2023 a través de Republic Records como el sencillo principal de su proyecto Funk Generation: A Favela Love Story (2023) y de su próximo sexto álbum de estudio, Funk Generation (2024). Es su primera canción lanzada a través de la compañía discográfica. La canción fue escrita por Anitta, Melymel, Diplo, Gabriel do Borel y Márcio Arantes y producida por estos tres últimos.

## Antecedentes
En abril de 2023, Anitta firmó con Republic Records después de abandonar Warner Records. En la Met Gala de 2023, Anitta reveló que su siguiente álbum de estudio sería un álbum en español e inglés inspirado en el funk brasileño. El 11 de junio de 2023, Anitta anunció la canción en sus redes sociales. Unos días después, reveló la fecha de lanzamiento y la portada.

## Videoclip
El videoclip de «Funk Rave» fue filmado en Río de Janeiro a finales de enero de 2023. Un video donde se muestra la filmación de una escena en la que Anitta está simulando sexo oral al modelo brasileño Yuri Meirelles se volvió viral y causó controversia. En una entrevista con UOL Splash, Anitta comentó, «Desgraciadamente, no podemos controlar a las personas que hacen estos vídeos y los publican. Lo que podemos hacer es esperar a que la gente vea el resultado más tarde. Después de una carrera tan larga, llegué a la conclusión de que soy un artista que no lucha siquiera por la libertad sexual, sino contra la hipocresía».
El video, dirigido por João Wainer y Ricardo Souza, fue lanzado el 23 de junio de 2023. El video muestra personas en su vida cotidiana en una favela, quienes realizan actividades tales como jugar fútbol, bailar, tomar el sol y comer asado. Casi al final del video, aparece la escena controversial mencionada anteriormente, donde Anitta y un chico van a un rincón, se besan y ella le hace sexo oral. Una serie de tomas aparecen haciendo alusión al sexo oral, como una naranja siendo lamida, una botella de champán siendo abierta y un tren entrando y saliendo repetidamente de un túnel.

## Presentaciones en vivo
El 10 de junio de 2023, Anitta interpretó «Funk Rave» por primera durante el espectáculo de la final de la Liga de Campeones de la UEFA 2022-23.

## Créditos y personal
Créditos adaptados de Tidal.
- Larissa de Macedo Machado – voz, composición
- Gabriel do Borel – composición, producción, programación
- Márcio Arantes – composición, producción, programación
- Melony Redondo – composición
- Thomas Wesley Pentz – composición, producción, programación
- Jean Rodríguez – producción vocal, ingeniería de grabación
- Felipe Tichauer – ingeniería de mezcla
- Gustavo Lenza – ingeniería de mezcla

## Posicionamiento en listas
| Listas (2023)                         | Mejor posición |
| ------------------------------------- | -------------- |
| Brasil (Billboard Brasil Hot 100)     | 47             |
| Brasil (Top 10 Latino)                | 1              |
| Colombia (Monitor Latino)             | 3              |
| Colombia (National Report)            | 1              |
| Ecuador (Monitor Latino Urbano)       | 9              |
| Estados Unidos (Latin Rhythm Airplay) | 21             |
| Guatemala (Monitor Latino Pop)        | 15             |
| México (Monitor Latino)               | 1              |
| Mundo (Billboard Global Excl. US)     | 200            |
| Nicaragua (Monitor Latino Urbano)     | 14             |
| Portugal (AFP)                        | 27             |
| Portugal (Billboard Portugal Songs)   | 24             |

## Premios y nominaciones
| Ceremonia              | Año  | Categoría          | Resultado | Ref.   |
| ---------------------- | ---- | ------------------ | --------- | ------ |
| MTV Video Music Awards | 2023 | Mejor video latino | Ganadora  | [ 32 ] |

## Historial de lanzamiento
| Región | Fecha               | Formato(s)                 | Discográfica     | Ref.   |
| ------ | ------------------- | -------------------------- | ---------------- | ------ |
| Varios | 22 de junio de 2023 | Descarga digital streaming | Republic Records | [ 33 ] |
| Italia | 23 de junio de 2023 | Airplay                    | Island Records   | [ 34 ] |